# أدريان سيكيريس
أدريان سيكيريس (بالمجرية: Szekeres Adrián) هو لاعب كرة قدم مجري في مركز الدفاع، ولد في 21 أبريل 1989 في بودابست في المجر. شارك مع منتخب المجر تحت 17 سنة لكرة القدم ومنتخب المجر تحت 19 سنة لكرة القدم ومنتخب المجر تحت 21 سنة لكرة القدم. أما مع النوادي، فقد لعب مع بوشكاش أكاديميا ونادي بودابست ونادي مول فيهيرفار.

## وصلات خارجية
- أدريان سيكيريس على موقع الاتحاد الدولي (مؤرشف)  (الإنجليزية)
- أدريان سيكيريس على موقع اتحاد المجر (الهنغارية)
- أدريان سيكيريس على موقع قاعدة بيانات كرة القدم.إي يو (الإنجليزية)
- أدريان سيكيريس على موقع Soccerway.com (الإنجليزية)